# Црквени календар Ђурђа Црнојевића за 1494. годину
Црквени календар Ђурђа Црнојевића за 1494. годину је штампан на Цетињу у вријеме када је владао Ђурађ Црнојевић.
Из цетињске штампарије изашло је 5 књига: Октоих првогласник (1493/94), дјелимично сачуван Октоих петогласник (1493/4), Псалтир с последованијем (1495), Требник, сачуван у одломцима, и изгубљено Четворојеванђеље (1495/6). Падом Зете 1499. гаси се и зетска штампарија. 
У склопу Псалтира с последованијем је и овај црквени калнедар за 1494. годину. Тада је у цијелој Европи био један календар, данас називан јулијански (стари). У календару су године писане (по тадашњем обичају) на начин да су слова имала бројчану вриједност. Тако су наведене и године од Христовог рођења, 1494., као и од от битиа (тј. од стварања свијета) 7002. година. Од српских светаца ту су: Свети Сава (14. јануара, Сави прваго архиепископа србскаго са црвеним почетним словом С), Симеон србски (Стефан Немања) (13. фебруара, Симеона србскаго, новаго мироточца, пуно црвено слово - велики празник), Арсеније I Сремац (28. октобра, Арсенија архиепископа, само црно слово) и Стефан Урош III Дечански (11. новембра, Стефана иже в Дечах, почетно црвено слово). Поред имена Стефана Дечанског се не наводи Мратиндан, као у данашњем календару СПЦ, нити се под 12. октобром наводи Михољдан. Међу свецима није наведен ни Јован Владимир (данас се слави 22. маја по јулијанском) као што у тадашњи калнедар као свеци још нису ушли ни остали Немањићи (Стефан Провјенчани, краљ Милутин и други) ни кнез Лазар (15. јун, по јулинанском). Не спомиње се ни свети Вид 15. јуна, тј. Видовдан. Само пророци Амос и Исаија. Из црквеног календара тзв. Црногорске православне цркве за 2015. годину, избачен је св. Стефан Дечански, а на исти дан (11. новембра по јулијанском тј. 24. новембра по грегоријанском) је убачен свети Мартин. Избачени су и Свети Сава, Арсеније Сремац, кнез Лазар, краљ Милутин и други, док није избачен Стефан Немања, под монашким именом преподобног Симеона. Ревизионистима историје у Црној Гори Немања и Немањићи су окупатори Дукље (иако су свој народ тога краја ослободили од грчке окупације). Балшићи се на њих позивају да су им преци, а Црнојевићи их славе као свеце. Једнако су их славили и Петровићи Његоши. Из става да им је и злочинац и светац се јасно види да је остао у калнедару само као ствар пропуста или незнања, пошто не може бити уједно и светац којег поштују и злочинац-окупатор.
У календару, претпосљедњи дан марта није наведен Ускрс или Васкрс, него ријеч Пасха, коју су Срби раније више користили умјесто ријечи Васкрс. Име је идентично са јеврејским празником Пасхом иако су то два различита празника. На романским језицима се и данас користи тај назив за Васкрс, а симболична сличност постоји, јер се Исус назива и пасхалном жртвом Новог завјета. Он је, по хришћанском вјеровању, жртвено јагње које узима на себе гријехе свијета, баш као што и у случају јеврјске Пасхе, једном годишње се приноси јагње за опроштај гријехова одређене скупине Јевреја, који је приносе за себе.